# Jeronim Vladić
Jeronim Vladić (Ustirama u Rami 1848. – † Šćit u Rami, 25. lipnja 1923.) bio je hrvatski i bosanskohercegovački pisac. Osnove pismenosti naučio je kod župnika u Trišćanima. Fra Antun Vladić bio mu je ugledni stric. Godine 1858. došao je na školovanje u fojnički te gučogorski, a 1860. otišao je u Carigrad gdje je pohađao franjevački samostan. U franjevački red stupio je 1863., a dvije godine kasnije otišao je u Đakovo studirati filozofiju i teologiju. Potom je godinu dana proveo u Rimu gdje je u rujnu 1870. zaređen za svećenika. Ubrzo se vratio u Bosnu. Najprije je bio kapelan učitelj u Fojnici, a uskoro je počeo predavati i u Livnu. Od 1884. do 1894. predavao je u Sarajevu. Pored nastavničkih dužnosti bio je župnik na Golom Brdu te Gračacu u Rami. Bio je izaslanik vrhovnog poglavara Reda u hercegovačkoj, bosanskoj, dalmatinskoj i albanskoj provinciji te generalni vijećnik Reda. Zadnjih petnaestak godina proživio je u ramskom samostanu, gdje je i umro 1923. godine. 
Bio je inteligentan, uporan, dobro obrazovan čovjek. Kao vrstan govornik govornik njegovi učenici i drugi slušatelji sa zanimanjem su ga pratili i voljeli. Zbog dugih brkova đaci su ga nazivali "fra Brko". Odrješito bez uvijanja i ustručavanja rekao bi što misli. Njegova franjevačka i svećenička revnost iznimno se ogledala širenjem III. reda. Za trećorece, a o tome svjedoče i njegov "Popoldnevni razgovori" u sedam nastavaka. Pisao je pjesme. Kao veliki ljubitelj tradicijske kulture prikupljao je usmenoknjiževne vrste i druge primjere nematerijalne kulturne baštine.
Fra Jeronim Vladić, kao i ostali Ramljaci, bio je opsjednut svojom Ramom pa je već u 34. godini napisao knjigu Uspomene o Rami i ramskom franjevačkom samostanu  i objavio je u Zagrebu 1882.
Osnovna škola u Ripcima nosi ime fra Jeronima Vladića.

## Djela
- Uspomene o Rami i ramskom franjevačkom samostanu (1882.)
- Katekizam u propovijedi, I (1887.)
- Glasnik jugoslavenskih franjevaca (1887./94.)
- Trideset i jedan dan pred presvetim sakramentom po Torreu i sv. Alfonzu (1890.)
- Cjelov mira. Probrana misao, priredio Vlado Vladić, Zagreb, 2011.
- Urežnjaci iz Rame. Vrhbosna 1920.;  Hrvatska duša (III-IV, 1924).

## Vanjske poveznice
1. Katolička Tiskovna agencija. Znanstveni skup: Fra Jeronim Vladić i njegovo doba. Rama-Šćit,  Sub, 22. Lipanj 2013. https://www.ktabkbih.net/hr/najave/znanstveni-skup-fra-jeronim-vladi-i-njegovo-doba/38082
2. Fra Jeronim Vladić  Arhivirana inačica izvorne stranice od 11. ožujka 2009. (Wayback Machine)
3. Mirko Marjanović, Leksikon hrvatskih književnika Bosne i Hercegovine od najstarijih vremena do danas, Matica hrvatska Sarajevo, HKD Napredak, Sarajevo, 2001.